# Hello Venus
Hello Venus (tiếng Triều Tiên: 헬로비너스) là một nhóm nhạc nữ Hàn Quốc được thành lập bởi sự hợp tác của hai công ty giải trí Pledis Entertainment và Fantagio Music. Đây là nhóm nhạc nữ thứ hai của công ty Pledis Entertainment (sau After School (ban nhạc)) và là nhóm nhạc tân binh thứ 2 được công ty cho ra mắt vào năm 2012 (sau Nu'est). Hello Venus gồm 6 thành viên là Yoo Ara (nhóm trưởng), Nara, Alice, Lime, Yoonjo, Yooyoung và Yooreum.

## Lịch sử

### Trước khi ra mắt
Pledis Entertainment hợp tác với Fantagio Entertainment thông báo sẽ cho ra mắt một nhóm nhạc nữ gồm 6 thành viên vào tháng năm. Fantagio tiết lộ rằng: "Các thành viên đã đào tạo trong khoảng hai năm và ba thành viên từ Fantagio Entertainment và ba thành viên còn lại là từ Pledis Entertainment."
Tên các thành viên cũng từ từ được tiết lô vào cuối tháng tư bao gồm Yoo Ara, Yoonjo, Lime của Pledis và Nara, Alice, Yooyoung từ Fantagio. Phía công ty Pledis Entertainment cũng tiết lộ rằng ba thành viên Yoo Ara, Yoonjo và Lime khi còn là thực tập sinh từng được biết đến dưới cái tên "Pre-school Girls". Trước khi được ra mắt với Hello Venus, họ từng được luyện tập và dự kiến sẽ kết nạp nhóm nhạc đàn chị của họ - After School. Thành viên Yoo Ara cùng với Kyungmin (vẫn còn là thực tập sinh) là hai ứng cử viên cuối cùng trong cuộc tuyển chọn thành viên thứ 9 của After School. Yoo Ara từng góp giọng vào ca khúc "Love Letter" và xuất hiện trong MV. Lime cũng được biết với cái tên gọi khác là Hyelim cũng từng góp giọng vào ca khúc "Love Letter" và từng trở thành thành viên của nhóm nhạc dự án "Viva Girls" (bao gồm cả thành viên Kyungri của Nine Muses) nhưng kế hoạch bị hủy bỏ. Lime cũng được biết đã viết lời rap của bài hát "Finale" của Scotch VIP và cũng là một vũ công phụ họa cho Chaeyeon.

### Năm 2012: Ra mắt với "Venus"

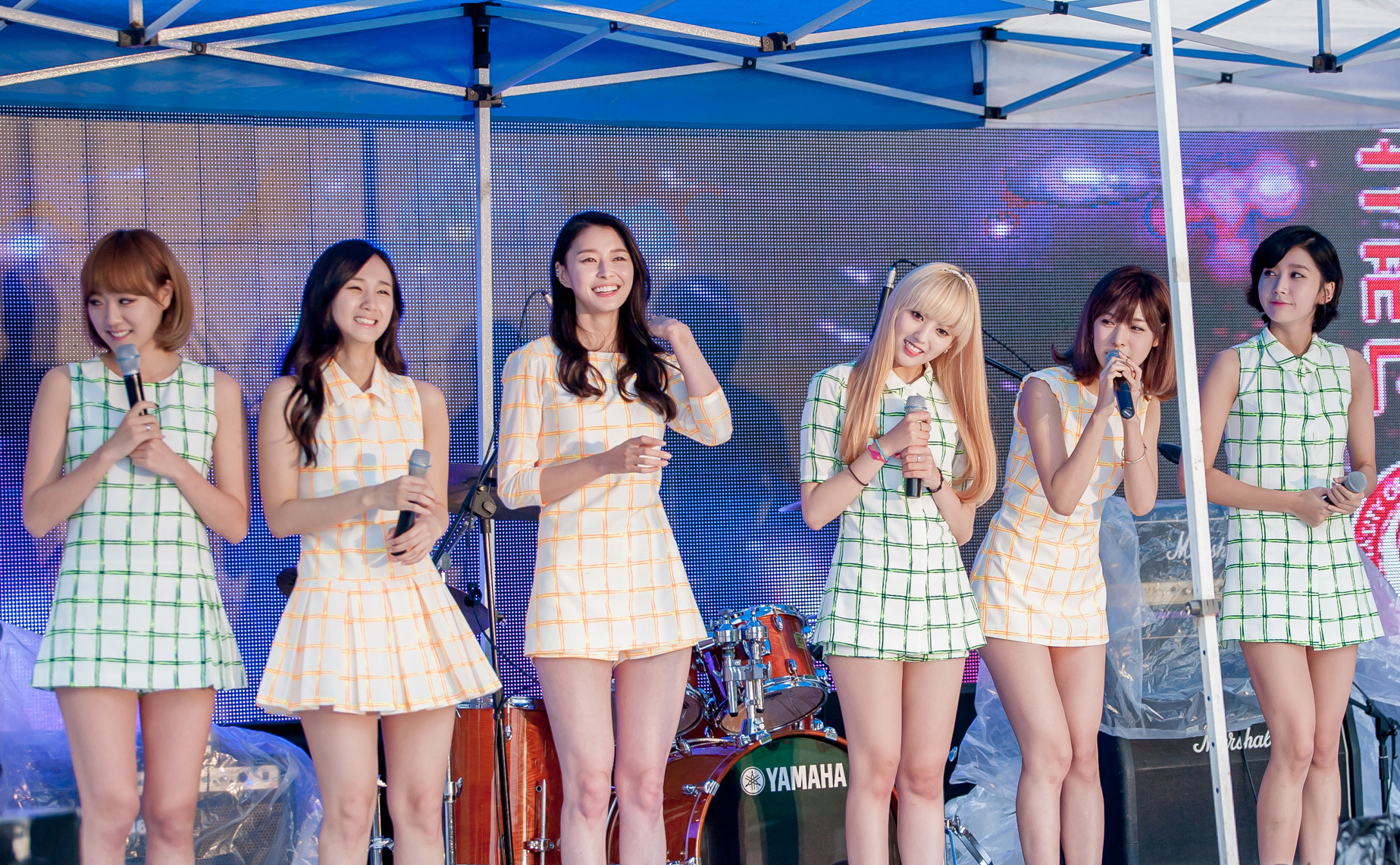
Hello venus vào ngày 28 tháng 9 năm 2013

Hello Venus lần đầu tiên được biết đến với cái tên "Venus" sau khi CEO của Pledis đăng tải lên Twitter về việc nhóm nhạc nữ mới của họ. Ngày 17 tháng 4, Hello Venus cho ra mắt teaser đầu tiên cùng với lý lịch của từng thành viên bao gồm ba thành viên từ Pledis: Yoo Ara, Yoonjo, Lime và ba thành viên từ Fantagio: Nara, Alice, Yooyoung.
Không lâu sau đó, Pledis Entertainment bất ngờ tiết lộ thành viên Yoonjo bị chấn thương ở chân trong quá trình tập luyện chỉ trước 2 ngày quay MV. Đồng thời công ty cũng thông báo rằng Yoonjo sẽ không xuất hiện trong các phân đoạn nhảy trong MV và các buổi trình diễn trên sân khấu trong thời gian bị chấn thương nhưng Yoonjo vẫn sẽ tham gia các buổi phỏng vấn và các chương trình radio.
Ngày 9 tháng 5, Hello Venus cho ra mắt sản phẩm đầu tiên của họ với tựa đề là "Venus". Nhóm cũng bắt đầu quảng bá với ca khúc chủ đề "Venus" vào ngày 10/5 trên sân khấu M! Countdown.
Vào tháng 5, Hello Venus thực hiện show truyền hình thực tế nhiều tập đầu tiên dành cho riêng họ có tên "Birth of Venus" do đài MBC sản xuất.

### Năm 2014: Yoo Ara và Yoonjo rời nhóm, Công bố 2 thành viên mới

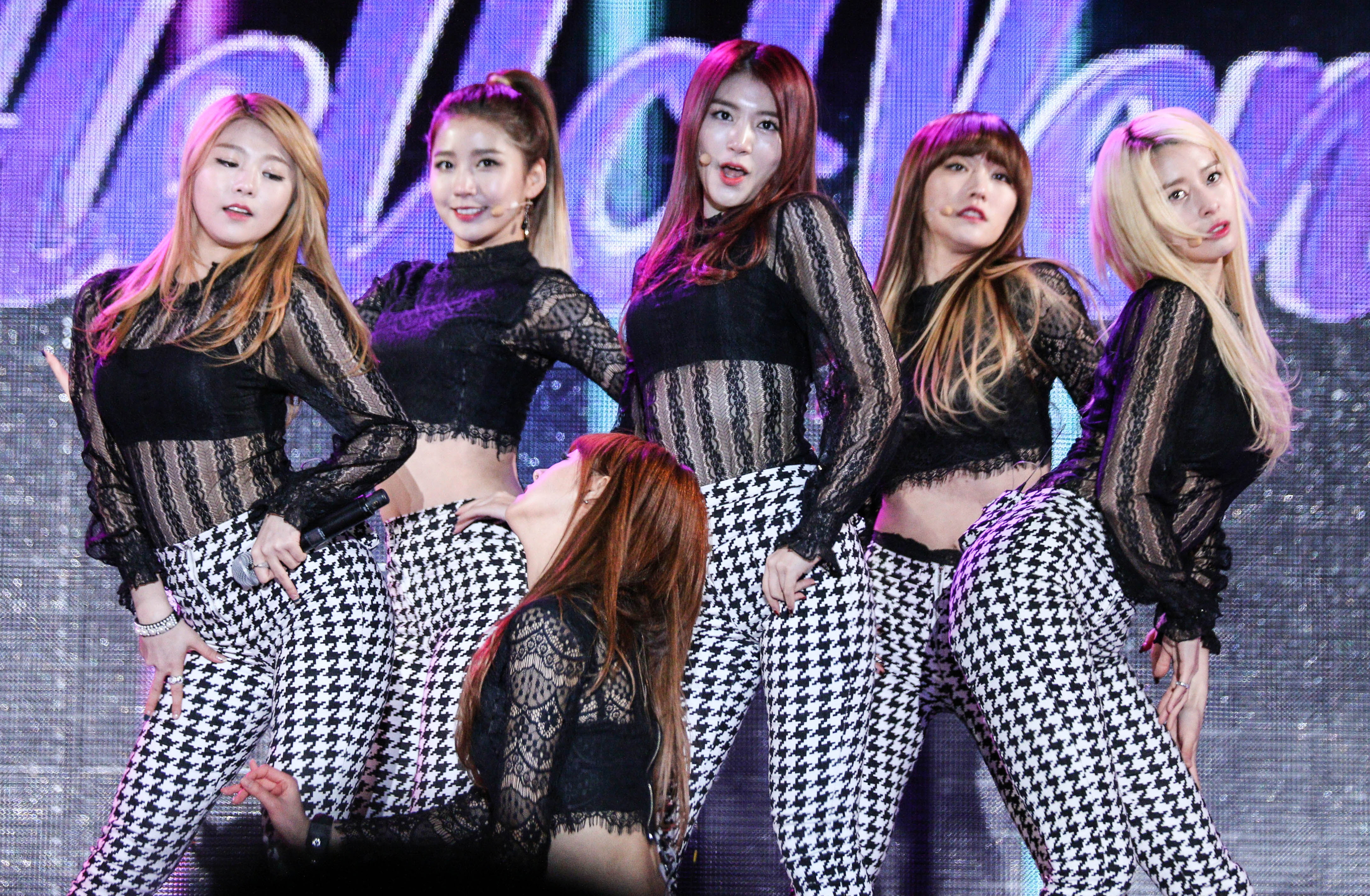
Hello Venus vào năm 2014

Ngày 31 tháng 7, Pledis Ent và Fantagio chấm dứt hợp đồng với Hello Venus. Alice, Nara, Lime, và Yooyoung sẽ tiếp tục hoạt động với nhóm trong khi Yoo Ara và Yoonjo sẽ trở lại Pledis, theo đuổi sự nghiệp diễn xuất và tiếp tục sự nghiệp của họ trong âm nhạc Hello Venus được hoàn toàn quản lý bởi Fantagio. Sau đó đến tháng 11/2014 thì em út Yooreum được thêm vào nhóm.

### Năm 2016-2019: Sự trở lại Devine Channel và Mystery of Venus, Nhóm tan rã
Vào ngày 10 tháng 7, Fantagio Music thông báo rằng nhóm sẽ phát hành bài hát hợp tác thứ hai với Devine Channel, được gọi là " Paradise ". Bài hát được phát hành chính thức vào ngày 18 tháng 7 dưới dạng tải xuống kỹ thuật số và video âm nhạc cho bài hát được phát hành cùng ngày.
Vào ngày 1 tháng 11, "Runway" đã được phát hành dưới dạng đĩa đơn hợp tác cuối cùng với Devine Channel.
Vào ngày 29 tháng 12 năm 2016, có thông tin rằng nhóm sẽ trở lại với một mini album vào ngày 11 tháng 1 năm 2017. Mystery of Venus được phát hành vào ngày 11 tháng 1 năm 2017, kết hợp với video âm nhạc cho ca khúc chủ đề "Mysterious".
Vào ngày 26 tháng 4 năm 2019, nhóm đã xác nhận rằng nhóm sẽ tan rã sau khi hợp đồng của các thành viên hết hạn vào ngày 8 tháng 5 năm 2019.

## Thành viên

### Cựu thành viên
| Nghệ danh | Nghệ danh | Tên khai sinh | Tên khai sinh | Tên khai sinh | Ngày sinh        |
| Latin hóa | Hangul    | Latin hóa     | Hangul        | Hán Việt      | Ngày sinh        |
| Alice     | 앨리스    | Song Joo-hee  | 송주희        | Tống Châu Hy  | 21 tháng 3, 1990 |
| Nara      | 나라      | Kwon Na-ra    | 권나라        | Quyền Nhã Lạp | 13 tháng 3, 1991 |
| Lime      | 라임      | Kim Hye-lim   | 김혜림        | Kim Huệ Lâm   | 19 tháng 1, 1993 |
| Seoyoung  | 서영      | Lee Seo-young | 이서영        | Lý Thư Ánh    | 27 tháng 6, 1994 |
| Yuyoung   | 유영      | Lee Yoo-young | 이유영        | Lý Hữu Anh    | 23 tháng 1, 1995 |
| Yeoreum   | 여름      | Ahn Chae-yeon | 안채연        | An Thái Lam   | 4 tháng 6, 1996  |

### Thành viên cũ
| Nghệ danh | Nghệ danh | Tên khai sinh | Tên khai sinh |              | Ngày sinh         |
| Latin hóa | Hangul    | Latin hóa     | Hangul        | Hán Việt     | Ngày sinh         |
| --------- | --------- | ------------- | ------------- | ------------ | ----------------- |
| Yoo Ara   | 유아라    | Yoo Ah-ra     | 유아라        | Liễu Nhã Lạp | 26 tháng 9, 1992  |
| Yoonjo    | 윤조      | Shin Yoon-jo  | 신윤조        | Thân Duẫn Tố | 14 tháng 12, 1992 |

| Năm  | Phim                                                                           |
| ---- | ------------------------------------------------------------------------------ |
| 2017 | YooYoung tham gia bộ phim Circle Connected Two Worlds với vai diễn thư ký Shin |
| 2017 | Nara tham gia bộ phim Suspicious Partner với vai diễn Cha Yoo-Jung             |